# Bob ai IX Giochi olimpici invernali - Bob a due maschile
La gara di bob a due maschile ai IX Giochi olimpici invernali si è disputata tra il 31 gennaio e il 1º febbraio a Innsbruck.

## Atleti iscritti
| America (12)                            | America (12)                                                      | America (12)                |
| --------------------------------------- | ----------------------------------------------------------------- | --------------------------- |
| - Argentina (4)                         | - Canada (4)                                                      | - Stati Uniti (4)           |
| Europa (30)                             |                                                                   |                             |
| - Austria (4) - Belgio (2) - Italia (4) | - Gran Bretagna (4) - Romania (4) - Squadra Unificata Tedesca (4) | - Svezia (4) - Svizzera (4) |

## Risultati
| Pos. | Nazione                      | Atleti                                 | Manche1 | Manche2 | Manche3 | Manche4 | Totale  | Distacco |
| ---- | ---------------------------- | -------------------------------------- | ------- | ------- | ------- | ------- | ------- | -------- |
|      | Gran Bretagna I              | Anthony James Nash Robert Thomas Dixon | 1:05.53 | 1:05.10 | 1:05.39 | 1:05.88 | 4:21.90 |          |
|      | Italia II                    | Sergio Zardini Romano Bonagura         | 1:05.63 | 1:05.13 | 1:05.21 | 1:06.05 | 4:22.02 | +0.12    |
|      | Italia I                     | Eugenio Monti Sergio Siorpaes          | 1:05.94 | 1:04.90 | 1:05.41 | 1:06.38 | 4:22.63 | +0.73    |
| 4    | Canada II                    | Vic Emery Peter Kirby                  | 1:05.15 | 1:05.93 | 1:05.96 | 1:06.45 | 4:23.49 | +1.59    |
| 5    | Stati Uniti I                | Larry McKillip Jim Lamy                | 1:06.17 | 1:06.34 | 1:05.84 | 1:06.25 | 4:24.60 | +2.70    |
| 6    | Squadra Unificata Tedesca I  | Franz Wörmann Hubert Braun             | 1:06.87 | 1:06.42 | 1:05.17 | 1:06.24 | 4:24.70 | +2.80    |
| 7    | Stati Uniti II               | Charlie McDonald Chuck Pandolph        | 1:05.97 | 1:05.85 | 1:06.16 | 1:07.02 | 4:25.00 | +3.10    |
| 8    | Austria I                    | Erwin Thaler Josef Nairz               | 1:05.72 | 1:06.98 | 1:06.48 | 1:06.33 | 4:25.51 | +3.61    |
| 9    | Austria II                   | Franz Isser Reinhold Durnthaler        | 1:06.94 | 1:06.71 | 1:07.40 | 1:07.04 | 4:28.09 | +6.19    |
| 10   | Svizzera I                   | Hans Zoller Robert Zimmermann          | 1:06.97 | 1:06.20 | 1:07.60 | 1:07.38 | 4:28.15 | +6.25    |
| 11   | Canada I                     | John Emery Gordon Currie               | 1:07.85 | 1:07.64 | 1:06.75 | 1:06.63 | 4:28.87 | +6.97    |
| 12   | Svezia I                     | Kjell Lutteman Heino Freyberg          | 1:06.81 | 1:06.99 | 1:07.93 | 1:07.20 | 4:28.93 | +7.03    |
| 13   | Romania I                    | Ion Panțuru Hariton Paşovschi          | 1:07.74 | 1:06.97 | 1:06.92 | 1:07.47 | 4:29.10 | +7.20    |
| 14   | Squadra Unificata Tedesca II | Hans Maurer Rupert Grasegger           | 1:06.72 | 1:07.76 | 1:06.92 | 1:08.37 | 4:29.77 | +7.87    |
| 15   | Romania II                   | Alexandru Oancea Constantin Cotacu     | 1:07.31 | 1:08.93 | 1:06.75 | 1:07.26 | 4:30.25 | +8.35    |
| 16   | Gran Bretagna II             | Bill McCowen Andrew Hedges             | 1:07.47 | 1:07.73 | 1:06.52 | 1:08.95 | 4:30.67 | +8.77    |
| 17   | Svizzera II                  | Herbert Kiesel Oskar Lory              | 1:07.33 | 1:07.70 | 1:07.92 | 1:08.25 | 4:31.20 | +9.30    |
| 18   | Argentina I                  | Héctor Tomasi Fernando Rodríguez       | 1:07.59 | 1:09.20 | 1:07.36 | 1:07.72 | 4:31.87 | +9.97    |
| 19   | Argentina II                 | Roberto José Bordeu Hernán Agote       | 1:10.15 | 1:08.45 | 1:11.33 | 1:10.26 | 4:40.19 | +18.29   |
|      | Belgio I                     | Jean-Marie Buisset Claude Englebert    | 1:09.53 | 1:10.01 | DNS     |         |         |          |
|      | Svezia II                    | Jan-Erik Åkerström Carl-Erik Eriksson  | 1:08.01 | 1:11.81 | DNS     |         |         |          |